# Haidar Ali
Haidar Ali kan Bahadur, també apareix com Haydar Ali, Hayder Ali i Haider Ali (Dodballapur 1721-Narasingarayanpet 1781) fou governant efectiu de Mysore (1762-1782).
El seu besavi era un faquir de Gulbarga. La seva família pretenia ser descendent dels quraixites de la Meca des d'eon hauria emigrat al segle XVI. El seu pare Fath Muhammad, un soldat mercenari, va morir el 1726 al servei del nawab de Sira, i fou recollit pel seu cosí Haydar Sahib, oficial de l'exèrcit de Mysore.
De jove va entrar al servei d'Abd al-Wahhab, germà del nawab del Carnàtic Muhammad Ali, i va obtenir un petit comandament a l'exèrcit de Mysore. Va destacar al setge de Devanhulli (1749) i per mèrits militars el general Nanja Raj, comandant en cap (dalawayi) li va donar el títol de khan. Va lluitar al Carnàtic i Nanja Raj el va nomenar fawjdar (governador militar) de Dindigul (1755). El 1758 va rebre el comandament de la fortalesa de Bangalore o Mangalore, i poc després el títol de bahadur, per haver rebutjat una invasió dels marathes. El juny de 1759 es va retirar Nanja Raj i Haidar el va substituir; el seu diwan Khande Rao no va tardar a conspirar contra ell, amb el suport del raja de Mysore (agost de 1760) però fou derrotat i empresonat. Llavors ocupava tot el poder però va permetre al raja mantenir el tron nominalment. El títol de nawab de Sira li fou concedit per Basalat Jang (germà del nizam d'Hyderabad) i confirmat per l'emperador mogol.
Va fer conquestes a Sira, Bednore, Sunda i la Costa Malabar (1761-1766). Entre 1764 i 1772 el peshwa maratha Madhav Rao va envair tres vegades el regne i va poder annexionar alguns districtes al sud del Kistna però a la seva mort el 1772 Haidar Ali els va recuperar.
El nizam d'Hyderabad i la Companyia Britànica de les Índies Orientals es van aliar contra Haidar (12 de novembre de 1766) i van envair Mysore. Però Haidar es va reconciliar amb el nizam i la petita força britànica del coronel Joseph Smith es va trobar enfront d'un exèrcit de cinquanta mil homes i 100 canons (units el nizam i Haidar); Haidar va portar la guerra al Carnàtic i va lliurar batalla contra els britànics i sipais al pas de Chengam (3 de setembre de 1767), assetjant Ambur, però fou derrotat pel coronel Joseph Smith a Tiruvannamalai (Trinornalai) i va aixecar el setge i es va retirar a Kaveripak. El febrer de 1768 els britànics van ocupar temporalment Bangalore, però Haydar la va recuperar avançat l'any; els portuguesos havien ofert ajut a Haidar Ali però el van trair, i llavors Haider es va revenjar en els catòlics de la ciutat (que havien estat convertits pels portuguesos) i més de 15000 catòlics foren fets presoners i quasi tots van morir o es van convertir a l'islam. El 1768 el nizam es va retirar del conflicte però Haidar va mantenir la lluita i va aconseguir un tractat de pau favorable el 4 d'abril de 1769.
Els britànics li van refusar ajut contra els marathes i Haidar Ali es va costar als francesos i va preparar la guerra contra els britànics; l'excusa fou un atac britànic a Mahe, que era possessió dels francesos però estava sota protecció de Mysore, i el juliol de 1780 va envair el Carnàtic pel mateix pas de Chengam i es va lluitar a Cuddalore, Tyaga Durgam i Chidambaram, va devastar Vellore i el territori proper i va assetjar Arcot. Quan Haidar Ali va tenir notícia que un exèrcit britànic manat per Sir Hector Munro anava cap allí, va desistir de conquerir la ciutat, però va poder derrotar a un destacament anglès manat pel coronel Baillie, a Pollilore, prop de Palur a la taluka de Walajapet i llavors va tornar a reprendre el setge. Arcot es va rendir i Ambur també fou conquerida.
Llavors Haidar Ali va assetjar Vellore i Wandiwash. Aquesta darrera fou valentament defensada pel tinent Flint i fou finalment alliberada per Sir Eyre Coote, que ara era comandant de Madras i va dirigir un exèrcit d'ajut. Coote tot seguit va marxar cap a Vellore i va ser interceptar per Haidar Ali a Sholinghur; l'acció no fou decisiva, i fins i tot probablement favorable a Haidar, però aquest va tenir masses baixes i Coote llavors va poder avançar fins a Vellore i portar subministraments per tres mesos. Hayder Ali va envair Tanjore el 1781 en mig de la guerra. El coronal Braithwaite va intentar impedir el seu avanç però fou derrotat i es va haver de rendir i Tanjore fou assolat; el sobirà local maratha Thuljaji es va declarar vassall de Mysore.
El 1782 Coote va ajudar altre cop a Wandiwash, a la qual Haidar Ali havia tornat a assetjar (deixant Vellore) i on Flint tornava a resistir amb èxit. Es va lliurar finalment la important batalla de Porto Novo en què Haidar fou derrotat per Sir Eyre Coote. Haidar Ali va morir sobtadament a Narasingarayanpet, prop de Chitor, el 7 de desembre de 1782. El va succeir el seu fill Tipu Sultan. La guerra va acabar el 1783 amb la signatura d'un tractat.
Haidar Ali mai va agafar el títol reial que entre el 1761 i el 1782 van conservar els rages de la dinastia Wadiyar de Mysore, Krishnaraja II (1734-1766), Nanjaraja (1766-1770), Bettada Chamaraja VII (1770-1776) i Khasa Chamaraja VIII (1776-1796). El seu títol era de dalawayi (comandant en cap) i nawab de Sira (virrei).